# Weinmannia anisophylla
Weinmannia anisophylla är en tvåhjärtbladig växtart som beskrevs av Standley & L. O. Wms.. Weinmannia anisophylla ingår i släktet Weinmannia och familjen Cunoniaceae. Inga underarter finns listade i Catalogue of Life.